# John Mahoney
Charles Jonathan "John" Mahoney (Blackpool, 20 giugno 1940 – Chicago, 4 febbraio 2018) è stato un attore e doppiatore britannico naturalizzato statunitense.

## Biografia
Settimo di 8 figli, nacque a Blackpool da una famiglia originaria di Manchester, che si era trasferita dopo il bombardamento durante la seconda guerra mondiale. Dopo essere tornato a Manchester, si spostò negli Stati Uniti insieme alla sorella più grande, e frequentò la Quincy University, per poi unirsi all'esercito volendo in tal modo accelerare le pratiche per ottenere la cittadinanza. Divenne docente di lingua e letteratura inglese alla Western Illinois University e in pari tempo redattore di una rivista medica.
Insoddisfatto della sua carriera, Mahoney cadde in uno stato di depressione, dal quale uscì grazie alla sua partecipazione come attore in una compagnia teatrale. Un suo collega di allora, John Malkovich, gli consigliò di unirsi alla Steppenwolf Theatre Company, con la quale Mahoney vinse numerosi premi, tra cui un Tony Award. Mahoney intraprese poi una carriera nel cinema, perlopiù come caratterista.
Non si sposò e non ebbe figli. È morto a 77 anni per un tumore alla gola.

## Carriera
Il suo debutto cinematografico risale al 1981, ma il film che lo fece conoscere al grande pubblico fu Suspect - Presunto colpevole (1987) di Peter Yates, al quale seguirono numerose partecipazioni in altre produzioni internazionali, oltre a doppiaggi in Atlantis - L'impero perduto (2001) e Atlantis - Il ritorno di Milo (2003).
In una puntata de I Simpson, nel 2007, prestò la voce al padre di Telespalla Bob, quest'ultimo doppiato invece da Kelsey Grammer, suo figlio nella sitcom Frasier (1993-2004), con cui Mahoney raggiunse l'apice della sua carriera televisiva.

## Premi
- Tony Award nel 1986 per The House of Blue Leaves
- 1 Chicago Film Critics Association Awards
- 1 Screen Actors Guild Awards

## Filmografia

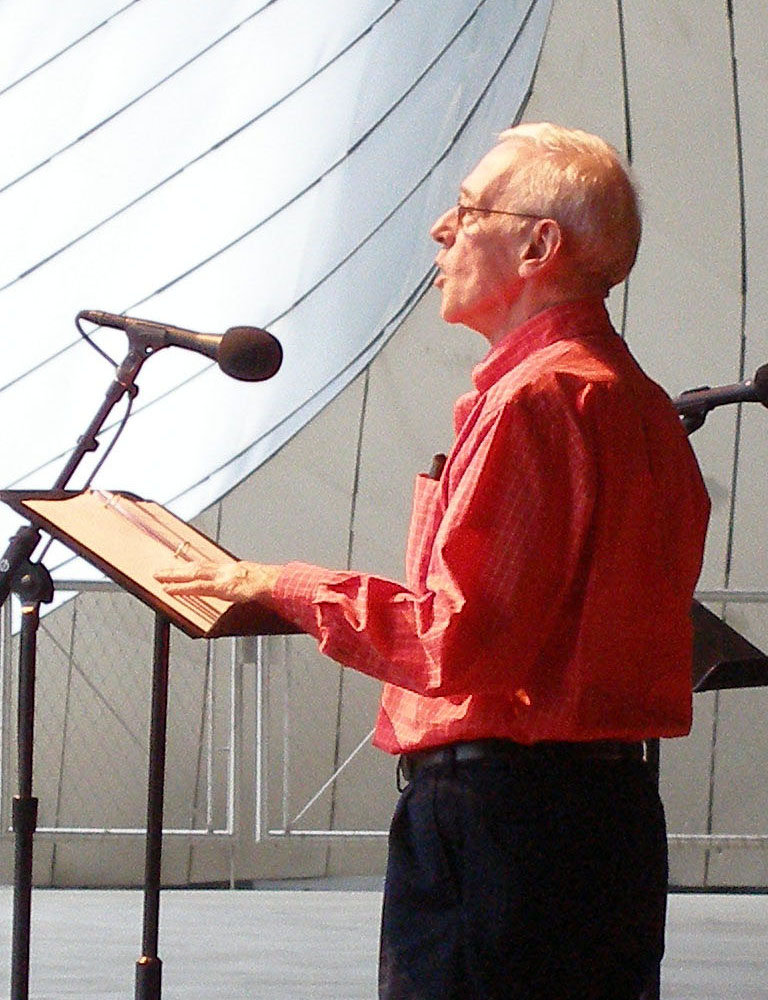
John Mahoney nel 2007

### Cinema
- Hudson Taylor, regia di Ken Anderson (1981)
- Mission Hill, regia di Bob Jones (1982)
- Il codice del silenzio (Code of Silence), regia di Andrew Davis (1985)
- Gioco mortale - Manhattan Project (The Manhattan Project), regia di Marshall Brickman (1986)
- Fuori i secondi (Streets of Gold), regia di Joe Roth (1986)
- Tin Men - 2 imbroglioni con signora (Tin Men), regia di Barry Levinson (1987)
- Suspect - Presunto colpevole (Suspect), regia di Peter Yates (1987)
- Stregata dalla luna (Moonstruck), regia di Norman Jewison (1987)
- Frantic, regia di Roman Polański (1988)
- Betrayed - Tradita (Betrayed), regia di Costa-Gavras (1988)
- Otto uomini fuori (Eight Men Out), regia di John Sayles (1988)
- Non per soldi... ma per amore (Say Anything...), regia di Cameron Crowe (1989)
- Cercasi amore... teneramente (Love Hurts), regia di Bud Yorkin (1990)
- La casa Russia (The Russia House), regia di Fred Schepisi (1990)
- Barton Fink - È successo a Hollywood (Barton Fink), regia di Joel Coen (1991)
- Articolo 99 (Article 99), regia di Howard Deutch (1992)
- Nel centro del mirino (In the Line of Fire), regia di Wolfgang Petersen (1993)
- Impatto imminente (Striking Distance), regia di Rowdy Herrington (1993)
- Mister Hula Hoop (The Hudsucker Proxy), regia di Joel Coen (1994)
- Giovani, carini e disoccupati (Reality Bites), regia di Ben Stiller (1994)
- A Hard Rain, regia di Dennie Gordon – cortometraggio (1994)
- An Affectionate Look at Fatherhood, regia di Asaad Kelada (1995)
- Il presidente - Una storia d'amore (The American President), regia di Rob Reiner (1995)
- Schegge di paura (Primal Fear), regia di Gregory Hoblit (1996)
- Il senso dell'amore (She's the One), regia di Edward Burns (1996)
- Mariette in Ecstasy, regia di John Bailey (1996)
- Z la formica (Antz), regia di Eric Darnell e Tim Johnson (1998) - voce
- Il gigante di ferro (The Iron Giant), regia di Brad Bird (1999) - voce
- Il club dei cuori infranti (The Broken Hearts Club: A Romantic Comedy), regia di Greg Berlanti (2000)
- La valle del silenzio (Almost Salinas), regia di Terry Green (2001)
- Atlantis - L'impero perduto (Atlantis: The Lost Empire), regia di Gary Trousdale e Kirk Wise (2001) - voce
- Atlantis - Il ritorno di Milo (Atlantis: Milo's Return), regia di Victor Cook e Toby Shelton (2003) - voce
- L'amore secondo Dan (Dan in Real Life), regia di Peter Hedges (2007)
- Il primo amore non si scorda mai (Flipped), regia di Rob Reiner (2010)

### Televisione
- Will: The Autobiography of G. Gordon Liddy – film TV (1982)
- Chicago Story – serie TV (1983)
- Attraverso occhi nudi (Through Naked Eyes) – film TV (1983)
- First Steps – film TV (1985)
- Lady Blue – serie TV, 1 episodio (1985)
- Trappola silenziosa (Trapped in Silence) – film TV (1986)
- The Christmas Gift – film TV, non accreditato (1986)
- The Hustler of Money – cortometraggio TV (1987)
- Saturday Night Live – serie TV, 1 episodio, non accreditato (1987)
- American Playhouse – serie TV, 1 episodio (1987)
- Favorite Son – miniserie TV (1988)
- Pranzo alle otto (Dinner at Eight) – film TV (1989)
- Verità nascoste (The Image) – film TV (1990)
- H.E.L.P. – serie TV, 6 episodi (1990)
- Il furto del secolo (The 10 Million Dollar Getaway) – film TV (1991)
- The Human Factor – serie TV, 5 episodi (1992)
- La passione segreta di Robert Clayton (The Secret Passion of Robert Clayton) – film TV (1992)
- The Water Engine – film TV (1992)
- Screenplay – serie TV, 1 episodio (1992)
- Cin cin (Cheers) – serie TV, 1 episodio (1992)
- Unnatural Pursuits – serie TV, 1 episodio (1992)
- Biography – serie TV documentaristica, 1 episodio (1995)
- Una famiglia del terzo tipo (3rd Rock from the Sun) – serie TV, 1 episodio (1996)
- Tracey Takes On... – serie TV, 1 episodio (1997)
- Nothing Sacred – serie TV, 1 episodio (1998)
- Becker – serie TV, episodio 2x22 (2000)
- Teacher's Pet – serie TV, 1 episodio (2000) - voce
- Gary the Rat – serie TV, 1 episodio (2003) - voce
- Frasier – serie TV, 263 episodi (1993-2004)
- Fathers and Sons – film TV (2005)
- E.R. - Medici in prima linea (ER) – serie TV, 1 episodio (2006)
- Mobster – serie TV, 1 episodio (2007)
- I Simpson (The Simpsons) – serie TV, 1 episodio, solo voce (2007)
- In Treatment – serie TV, 7 episodi (2009)
- Burn Notice - Duro a morire (Burn Notice) – serie TV, 2 episodi (2009-2010)
- $#*! My Dad Says – serie TV, 1 episodio (2010)
- Hot in Cleveland – serie TV, 6 episodi (2011-2014)
- Foyle's War – serie TV, 1 episodio (2015)

## Doppiatori italiani
Nelle versioni in italiano delle opere in cui ha recitato, John Mahoney è stato doppiato da:
- Luciano De Ambrosis in Frasier (st. 1-5), Nel centro del mirino, In Treatment
- Carlo Sabatini in Non per soldi... ma per amore, Mister Hula Hoop, L'amore secondo Dan
- Giorgio Lopez in Suspect - Presunto colpevole, Il club dei cuori infranti, E.R. - Medici in prima linea
- Cesare Barbetti in Frantic, Giovani, carini e disoccupati
- Dante Biagioni in Una famiglia del terzo tipo, Burn Notice - Duro a morire
- Toni Orlandi in Frasier (st. 6-11)
- Michele Kalamera in Articolo 99
- Vittorio Congia in Schegge di paura
- Michele Gammino ne La casa Russia
- Gianni Bonagura ne Il senso dell'amore
- Romano Ghini in Tin Men - 2 imbroglioni con signora
- Pino Colizzi in Barton Fink - È successo a Hollywood
- Raffaele Fallica in Becker
- Dario Penne in Impatto imminente
- Omero Antonutti ne Il presidente - Una storia d'amore
- Pietro Biondi ne Il primo amore non si scorda mai
- Oliviero Dinelli in Hot in Cleveland

Da doppiatore è sostituito da:
- Enzo Garinei in Atlantis - L'impero perduto, Atlantis - Il ritorno di Milo
- Vittorio Amandola ne Il gigante di ferro
- Ennio Coltorti in Z la formica
- Vittorio Congia in Le follie di Kronk
- Michele Kalamera ne I Simpson